# 布朗斯敦 (伊利諾伊州)
布朗斯敦（英語：Brownstown）是位於美國伊利諾伊州費耶特縣的一個村落。

## 地理
布朗斯敦的座標為38°59′43″N 88°57′12″W / 38.99528°N 88.95333°W，而該地最高點為海拔高度181米（即594英尺）。

## 人口
根據2010年美國人口普查的數據，布朗斯敦的面積為2.00平方千米，當中陸地面積為2.00平方千米，而水域面積為0.00平方千米。當地共有人口759人，而人口密度為每平方千米379人。